# Невидљиви сведок (филм из 2017)
Невидљиви сведок (шп. Contratiempo) је шпански филм са елементима мистерије и трилера из 2016. године. Режију и сценарио потписује Ориол Пауло. Добио је помешане рецензије критичара, али остварио финансијски успех зарадивши преко 30 милиона долара широм света.

## Тема
Тема овог шпанског трилера врти се око хичкоковско-рашомонске заврзламе о завери ћутања и прикривања доказа за почињене злочине, која ће се кроз низ догађаја развити у нешто сасвим другачије и неочекивано за предвидети.

## Радња
Шпански бизнисмен Адријан Дориа је на слободи након што је ухапшен због убиства своје љубавнице, Лауре Видал. Његов адвокат, Феликс Леива, унајмљује престижног браниоца, Вирџинију Гудман, која му једног јутра долази у посету с вестима да је тужилац пронашао сведока који ће ускоро сведочити пред судом, тако да јој он мора брзо испричати целу причу.
Адријан, каже Вирџинији како су он и Лаура окончали своју аферу пре неколико месеци, али су након тога примили позив од уцењивача, који им наређују да дођу у један рурални хотел и понесу 100 000 ебра. У хотелу, Адријан бива онесвешћен и након што се пробудио, проналази Лауру мртву у купатилу. Полиција стиже, схвата да су врата закључана и проваљује унутра. Прозори су закључани, а ручице са њих уклоњене, а како је Адријан једини био унутра, бива осумњичен. Након хапшења, жена га напушта и одводи њихову ћерку са собом. Вирџинија од Адријана захтева да јој говори истину, јер сумња да он то не ради.
Адријан потом наставио причу даље и тврди како је био у Паризу, али да је заиста био у колима са Лауром. Док се враћају у Барселону, Адријан покушава да је убеди да прекину њихов прељубнички однос. Изнервиран, Адријан прелази у супротну коловозну траку, пресеца други аутомобил, који одмах након тога удара у дрво. Иако су он и Лаура неповређени, возач другог аутомобила, запослени банке по имену Даниел Гаридо од само 23 година бива убијен. Лаура расуђује да они нису потпуни кривци за његову смрт јер је Даниел користио телефон током вожње и није имао сигурносни појас. Када виде да им се приближава други ауто, Лаура гура Даниелово тело на место сувозача, а она и Адријан симулирају разговор две особе које се не познају. Она се такође, јавља на Даниелов телефон када зазвони да би прикрила да се нешто десило, док дрги возач, који је ту наишао бива убеђен и наставља свој пут даље. Лаура остаје на путу, чекајући да дође служба по њу и ауто, док Адријан за то време ставља Даниелово тело у гепек његовог аута, а затим ауто тако одвози и баца у језеро.
Узрујана Лаура, враћа се својим колима и говори Адријану како је његов ауто поправљен. Један аутомеханичар Томас се понудио да помогне Лаури, која је тврдила да је ударила јелена. Томас је одвезао Адријанов ауто до своје куће да га поправи. Док разговара са Томасовом женом, Лаура у кући види фотографије њиховог сина и схвата да је заправо Даниел Гаридо њихов син. Лаура, која још увек има Даниелов телефон у џепу, скрива га у каучу, док Елвира упорно зове сина. Када ауто бива поправљен, Лаура одлази и седа у Адријанов ауто, тако да намешта седиште возача према својим потребама, где то Томас Гаридо примећује и схвата да га је слагала, тачније да она није возила тај ауто. Он бележи регистарски број аутомобила за сваки случај. Након тога, Адријан продаје ауто, извештава остале да је украден и растаје се са Лауром.
У року од неколико дана, Адријан бива позван у полицијску станицу, због пријаве Томаса Гарида. Феликс организује лажни алиби у Паризу и даје мито полицији како би уклонили Адријаново име из предмета Гаридо. Када новинари известе да је Даниел у бегу након проневере новца из банке, Адријан се суочава са Лауром која признаје да је узела Даниелов новчаник када су му стављали тело у гепек аута. Користећи ове информације, Лаура, чији супруг ради за исту банку, хакује свој рачун и краде новац како би створила лажни траг. Адријан јој говори да је погрешно то што ради, али Лаура га не слуша и говори му да ће и њега окривити ако је не подржи.
Адријан бива проглашен за бизнисмена године, док се Томас прерушава у репортера како би му се супротставио током церемоније. Томас тада примећује да Адријан користи исти упаљач за цигарете који је онда видео док је поправљао ауто. Он моли Адријана да му каже где је тело његовог сина, али га обезбеђење тада избацује напоље. Неколико дана касније, Адријан добија слику језера у којем је тело Даниелово, са упутством да одведе Лауру у хотел и понесе 100 000 евра. Адријан тада сумња да је уцењивач возач кога су видели након несреће, који га је можда пратио док је возио Даниелов ауто до језера.
Враћајући радњу филма у садашњост, Вирџинија предлаже Адријану да мора тврдити да је видео лице човека који га је напао у хотелској соби и да је то био Томас, како би се спасао. Говори му како није било изненадног сведока, али то му само говори како би га наговорила да говори истину. Адријан тада открива да је одувек знао да је то Томас, јер је видео његово лице, али је он такође хтео да тестира Вирџинију.
Адријан, након одређеног времена признаје да је, док је гурао ауто у језеро, чуо Даниела који се пробудио, јер је очигледно био у несвести, а не мртав, иначе, обдукција је утврдила да није био одмах мртав, већ се касније утопио. Вирџинија бива шокирана овим сазнањем, али тврди да овај детаљ неће открити судији.
Вирџинија, саопштава Адријану да је Лаурина аутопсија показала да је патила од анксиозности, вероватно због гриже савести, и сугерише Адријану да је лагао када јој је казао да је Лаура била главни иницијатор ове преваре. Међутим, она такође говори да верује и у то да је Томас тај који му је сместио јер је и Елвира радила те вечери у хотелу. Тврди да је Елвира та која је лако могла да откључа прозор, помогне Томасу да побегне након што је убио Лауру, а касније закључа исти тај прозор, чинећи да изгледа као да нико други сем Адријана није био ту.
Вирџинија му говори да га Томас прогања, и указује му на стан преко пута, где се налази Томас. Она наставља да притиска Адријана који коначно признаје да је убио Лауру и измислио све до сада о том убиству конкретно.
Феликс зове Адријана и оставља му поруку на говорној пошти, говорећи му да се јави јер не може да га добије на мобилном телефону. Вирџинија предлаже Адријану да се јави Феликсу, док онда одлази из апартмана на 10 минута. Она излази из хотела и журећи одлази негде. Адријан у међувремену зове Феликса. Феликс му говори да је сведок заиста возач који се нашао оног дана на лицу места, али и то да је успео да га наговори да ћути дајући му одређену своту новца за то. Феликс га пита како напредује састанак са Вирџинијом, у том тренутку веза почиње да се прекида, а Адријан схвата да је перо које му је она дала експлодирало због телефонских сметњи, и заправо, схвата да је перо прислушкивач и да се њихов разговор снимао. Присећа се да је Вирџинија пре самог разговора искључила телефон, како сигнал мобилног телефона не би ометао снимање. Адријан, подиже поглед на стан преко пута и види Вирџинију која стоји поред Томаса и скида маску, стављајући му до знања да је она Елвира и да се само прерушила. Користећи ово признање, Томас позива полицију, док права Вирџинија Гудман управо стиже у Адријанов апартман.

## Глумци
- Марио Касас - Адријан Дорија
- Барбара Лени - Лаура Видал
- Ана Вагенер - Елвира Гаридо
- Хосе Коронадо - Томас Гаридо
- Франсеск Ореља - Феликс Леива
- Ињиго Гастеси - Даниел Гаридо
- Бланка Мартинез - Вирџинија Гудман
- Давид Селвас - Бруно
- Сан Јеламос - жена Адриана
- Манел Дуесо - инспектор Милан

## Снимање
Филм је снимљен 2015. године, у граду Тераса, у Каталонији, у Шпанији, и на другим локацијама у Шпанији, као што су Барселона, Баскија.